# Esqui estilo livre nos Jogos Olímpicos de Inverno de 2006 - Moguls feminino
A competição de moguls feminina de esqui estilo livre nos Jogos Olímpicos de Inverno de 2006 foi disputado no dia 11 de fevereiro.

## Medalhistas
| Ouro   | CAN Jennifer Heil |
| Prata  | NOR Kari Traa     |
| Bronze | FRA Sandra Laoura |

## Qualificação
| Pos. | Esquiadora                       | Pontos |
| ---- | -------------------------------- | ------ |
| 1    | CAN Jennifer Heil                | 26.67  |
| 2    | FRA Sandra Laoura                | 25.45  |
| 3    | SWE Sara Kjellin                 | 24.85  |
| 4    | USA Michelle Roark               | 24.45  |
| 5    | JPN Aiko Uemura                  | 24.20  |
| 6    | AUT Margarita Marbler            | 24.15  |
| 7    | NOR Kari Traa                    | 24.06  |
| 8    | CAN Kristi Richards              | 23.76  |
| 9    | JPN Tae Satoya                   | 23.63  |
| 10   | RUS Daria Serova                 | 23.49  |
| 11   | CZE Nikola Sudova                | 23.31  |
| 12   | CAN Audrey Robichaud             | 22.73  |
| 13   | ITA Deborah Scanzio              | 22.72  |
| 14   | NOR Ingrid Berntsen              | 22.45  |
| 15   | JPN Miki Ito                     | 22.34  |
| 16   | AUS Manuela Berchtold            | 22.19  |
| 17   | CAN Stephanie St. Pierre         | 22.15  |
| 18   | USA Shannon Bahrke               | 22.07  |
| 19   | RUS Marina Cherkasova            | 21.82  |
| 20   | USA Jillian Vogtli               | 21.79  |
| 21   | RUS Ljudmila Dymchenko           | 21.42  |
| 22   | USA Hannah Kearney               | 20.80  |
| 23   | ITA Mariangela Fabia Parravicini | 19.62  |
| 24   | SLO Nina Bednarik                | 19.54  |
| 25   | KAZ Darya-Vladimirovna Rybalova  | 18.70  |
| 26   | CZE Sarka Sudova                 | 18.64  |
| 27   | JPN Miyuki Hatanaka              | 18.61  |
| 28   | KAZ Yuliya Rodionova             | 16.76  |
| 29   | ESP Nuria Montane                | 11.76  |
| 30   | KOR Chae Rin Yoon                | 7.07   |

## Final
| Pos. | Esquiadora               | Pontos |
| ---- | ------------------------ | ------ |
|      | CAN Jennifer Heil        | 26.50  |
|      | NOR Kari Traa            | 25.65  |
|      | FRA Sandra Laoura        | 25.37  |
| 4    | SWE Sara Kjellin         | 24.74  |
| 5    | JPN Aiko Uemura          | 24.01  |
| 6    | CZE Nikola Sudova        | 23.58  |
| 7    | CAN Kristi Richards      | 23.30  |
| 8    | CAN Audrey Robichaud     | 23.10  |
| 9    | ITA Deborah Scanzio      | 23.00  |
| 10   | USA Shannon Bahrke       | 22.82  |
| 11   | USA Jillian Vogtli       | 22.72  |
| 12   | CAN Stephanie St. Pierre | 22.52  |
| 13   | RUS Daria Serova         | 22.44  |
| 14   | AUS Manuela Berchtold    | 22.21  |
| 15   | JPN Tae Satoya           | 22.12  |
| 16   | RUS Marina Cherkasova    | 22.05  |
| 17   | AUT Margarita Marbler    | 20.79  |
| 18   | USA Michelle Roark       | 20.04  |
| 19   | NOR Ingrid Berntsen      | 19.84  |
| 20   | JPN Miki Ito             | 17.78  |

Legenda
| Recorde mundial      | Recorde mundial (World record)               |                       | Recorde africano                      | Recorde africano (African) |                                           | Q | Classificado por posição (Qualified) |
| Recorde olímpico     | Recorde olímpico (Olympic record)            | Recorde da América    | Recorde da América (Americas)         | q                          | Classificado por melhor tempo (Qualified) |   |                                      |
| Melhor marca do ano  | Melhor marca do ano (World leading)          | Recorde asiático      | Recorde asiático (Asian)              | DNS                        | Não largou (Did not start)                |   |                                      |
| Recorde nacional     | Recorde nacional (National record)           | Recorde europeu       | Recorde europeu (European)            | DNF                        | Não terminou (Did not finish)             |   |                                      |
| Recorde pessoal      | Recorde pessoal do atleta (Personal best)    | Recorde da Oceania    | Recorde da Oceania (Oceania)          | DSQ / DQ                   | Desclassificado (Disqualified)            |   |                                      |
| Recorde da temporada | Recorde da temporada do atleta (Season best) | Recorde sul-americano | Recorde sul-americano (South America) | NM                         | Sem marca (No mark)                       |   |                                      |